# Сина, Джон
Джон Фе́ликс Э́нтони Си́на-мла́дший (англ. John Felix Anthony Cena Jr.; род. 23 апреля 1977, Уэст-Ньюбери, Массачусетс, США) — американский рестлер, киноактёр, в прошлом рэпер. Сина — действующий Неоспоримый Чемпион WWE и является одним из величайших рестлеров всех времён, завоевав наибольшее количество мировых чемпионских титулов в истории WWE — семнадцать.
В 1998 году Сина переехал в Калифорнию, где занялся бодибилдингом, а в 1999 году перешёл в рестлинг и дебютировал в Ultimate Pro Wrestling (UPW). В 2001 году он подписал контракт с World Wrestling Federation (WWF, ныне WWE) и был направлен в Ohio Valley Wrestling (OVW), где выиграл чемпионство OVW в тяжёлом весе и командное чемпионство Юга OVW. Перейдя в 2002 году на бренд SmackDown, Сина приобрёл известность и успех, приняв образ рэпера-трэштокера. После завоевания чемпионства WWE в 2005 году Сина перешёл к героическому образу. В течение следующего десятилетия он вёл компанию в качестве ключевого сотрудника и публичного лица.
Сина является рекордным 17-кратным чемпионом мира: 14-кратным чемпионом WWE и трехкратным чемпионом мира в тяжёлом весе. Он также является пятикратным чемпионом Соединённых Штатов WWE, двукратным командным чемпионом WWE, двукратным командным чемпионом мира, двукратным победителем «Королевская битва» и однократным победителем матча Money in the Bank. Он также был хедлайнером многих крупных шоу WWE, в том числе главного шоу года — WrestleMania — пять раз. Его карьера в рестлинге была неоднозначно воспринята критиками и зрителями: хвалили его работу над персонажем и мастерство речи, но критиковали за чрезмерное присутствие на экране и экранное превосходство по сравнению с другими рестлерами.
Карьера Сины в кино началась с фильма «Морской пехотинец» (2006) и продолжилась в картинах «Девушка без комплексов» (2015), «Фердинанд» (2017), «Секса не будет!!!» и «Бамблби» (оба 2018). Он снялся в фильме «Форсаж 9» (2021) и сыграл роль Кристофера Смита / Миротворца в фильме «Отряд самоубийц: Миссия навылет» (2021). Вернулся к этой роли в сериале «Миротворец» (2022 — наст. время). За пределами своей работы в сфере развлечений Сина известен участием в многочисленных благотворительных акциях, в частности, в фонде Make-A-Wish, где он исполнил больше всего желаний больных детей — более 650.

## Ранняя жизнь
Джон Феликс Энтони Сина-младший родился 23 апреля 1977 года в Уэст-Ньюбери, штат Массачусетс, в семье Кэрол (урождённая Люпьен) и Джона Сины-старшего. Его мать имеет английское и франко-канадское происхождение, а отец — итальянское. Его дедушка по материнской линии — бейсболист Тони Люпьен. У него есть старший брат по имени Стивен и три младших брата — Дэн, Мэтт и Шон. Сина — двоюродный брат компьютерного учёного Натали Энрайт Джергер. Воспитывался в римско-католической церкви, учился в Центральной католической средней школе в Лоренсе, Массачусетс, затем перевёлся в Академию Кушинга, частную подготовительную школу-интернат в Эшбернэме, Массачусетс. Затем он учился в Спрингфилдском колледже в Спрингфилде, Массачусетс, где был центром футбольной команды колледжа. Он носил номер 54, который до сих пор используется на некоторых его товарах WWE. Сина окончил Спрингфилдский колледж в 1999 году со степенью в области физиологии упражнений и движения тела, после чего он продолжил карьеру в бодибилдинге и работал водителем лимузина.

## Карьера в рестлинге

### Ultimate Pro Wrestling (1999—2001)
Сина начал тренироваться, чтобы стать рестлером в 1999 году в калифорнийском Ultimate Pro Wrestling (UPW) под руководством Рика Бассмана. Как только его взяли на ринг, Сина начал использовать полуроботизированный образ, известный как Прототип. Некоторые моменты этого периода его карьеры были задокументированы в программе канала Discovery «Внутри школы рестлинга». В апреле 2000 года он в течение 27 дней удерживал титул чемпиона UPW в тяжёлом весе и выступал в UPW до марта 2001 года.

### Ранние выступления в WWF/WWE (2000—2001)
10 октября 2000 года, будучи представленным как Прототип, Сина неофициально дебютировал в World Wrestling Federation (WWF) на SmackDown! в тёмном матче против Майки Ричардсона, в котором он проиграл. Он получил ещё одно испытание 9 января 2001 года на SmackDown! в Окленде, Калифорния, на этот раз победив Аарона Агилеру, и снова проиграв в тёмном матче на SmackDown! 13 марта.

### Подписание контракта и Ohio Valley Wrestling (2001—2002)
В 2001 году Сина подписал контракт на развитие с WWF и был направлен в её развивающуюся территорию Ohio Valley Wrestling (OVW). Во время своего пребывания там, Сина выступал под псевдонимом Прототип и в течение трёх месяцев владел титулом чемпиона OVW в тяжёлом весе и в течение двух месяцев — титулом Южного командного чемпиона OVW (с Рико Константино). В течение 2001 года он четыре раза пробовался в основной ростер, сражаясь с разными рестлерами на домашних шоу WWF и в тёмных матчах перед телевизионными шоу WWF.
В течение первых месяцев 2002 года Сина постоянно участвовал в домашних шоу WWF, где он боролся против таких рестлеров, как Шелтон Бенджамин и Томми Дример. После своего главного вызова в июне 2002 года он продолжал появляться на программах OVW до 25 сентября, когда он проиграл Кенни Бролину в матче «Проигравший покидает OVW». Позднее, в ноябре, он один раз выступил OVW под именем Мистер Пи в матче команд из шести человне, где он объединился с Биг Босс Меном и Чарли Хаасом, победив Лэнса Кейда, Тревора ёердока и Шона О’Хейра.
Призыв Сины в основной ростер означал, что он стал частью легендарного «выпуска 2002 года» OVW, наряду с Броком Леснаром, Рэнди Ортоном и Батистой — выпуска, который со временем стал известен как «OVW 4».

### Доктор туганомики (2002—2004)
В эпизоде Raw от 24 июня Винс Макмэн приказал всему составу WWE выйти на ринг и заявил, что ему нужно, чтобы все они нашли в себе «беспощадную агрессию» и что он ищет одного из них, который выделится среди остальных. Дебют Сины на телевидении WWE состоялся 27 июня в эпизоде SmackDown!, когда он ответил на открытый вызов Курта Энгла. Заявив, что он обладает «беспощадной агрессией», он проиграл комбинацией удержаний, но сумел показать себя с хорошей стороны. После матча его поздравили Билли Кидман, Фаарук, Рикиши и Гробовщик. После этой победы Сины стал любимцем фанатов и начал враждовать с Крисом Джерико, победив его на шоу Vengeance. Затем Сины враждовал с «Лос Геррерос» (Чаво и Эдди Герреро) и одержал победу над Чаво Герреро в эпизоде Velocity от 7 сентября. В эпизоде SmackDown! 12 сентября Сины объединился с Эджем в проигранном поединке против «Лос Геррерос», завершив тем самым вражду. Позднее он победил Альберта и Ди-Вона Дадли. В октябре Сины и Билли Кидман приняли участие в турнире команд, чтобы определить первых командных чемпионов WWE бренда SmackDown!, в котором они проиграли в первом раунде. На следующей неделе в эфире SmackDown!, Сина напал на Кидмана, обвинив его в их проигрыше, став хилом в первый и единственный раз в своей карьере WWE. На эпизоде SmackDown! от 17 октября Сина победил Кидмана в одиночном поединке, но в итоге был побеждён Кидманом в матче-реванше на эпизоде SmackDown! от 24 октября.
В 2002 году в эпизоде SmackDown!, посвящённом Хэллоуину, Сина переоделся в костюм Ванилла Айса и исполнил фристайл-рэп. На следующей неделе на SmackDown! у Сины появился новый персонаж: рэппер, который выступал с микрофоном, читая рифмы. Вскоре после этого он получил прозвище «Доктор туганомики» (от англ. thug — член банды) и расширил свой образ, добавив рэп перед матчами. Он начал носить бейсболки и спортивные майки как часть своего костюма. В документальном фильме 2020 года на WWE Network, посвящённом этому периоду, Сина рассказал, что в то время смена прозвища на «Доктор туганомики» спасла его карьеру. До этого WWE планировала уволить Сину, так как образ «безжалостная агрессия» не был достаточно впечатляющим. Во время автобусного переезда с другими рестлерами WWE Сина принял участие в фристайл-сессии с Рикиши и Реем Мистерио, чем произвёл впечатление на Стефани Макмэн, что и привело к принятию этого образа. По мере развития персонажа Сина стал использовать вариант логотипа WWF 1980-х годов, убрав букву «F», в качестве своего фирменного символа, а также слоган «Жизнь слова» (англ. Word Life). На Rebellion, он объединился с Дон Мари, проиграв в матче смешанных команд против Кидмана и Торри Уилсон.
В конце концов, к Сине присоединился Булл Бьюкенен, который получил имя в B2. B2 помог Сина начать 2003 год с победы над Рикиши на эпизоде SmackDown! 2 января и победы над Чаво Герреро на эпизоде SmackDown! 9 января. И Сина, и B2 приняли участие в матче «Королевская битва», но их попытки не увенчались успехом. Сина и B2 не смогли отнять у «Лос Геррерос» командное чемпионство WWE, в результате чего Сина заменил B2 на Ред Догга, пока Ред Догг не был отправлен на бренд Raw в феврале.
В первой половине 2003 года Сина стремился к титул чемпиона WWE и преследовал действующего чемпиона Брока Леснара после WrestleMania XIX, одержав победы над Эдди Герреро, Гробовщик и Крисом Бенуа, который насмехался над Синой, надев футболку «Беззубая агрессия». Позже он выиграл турнир претендентов номер один за право сразиться с Леснаром за звание чемпиона WWE на Backlash, но его попытки не увенчались успехом. После Backlash Сина начал враждовать с Райно и Крисом Бенуа, в результате чего Сина вместе с Чаком Паламбо и Джонни Стамболи победил команду Спанки, Райно и Бенуа на Judgment Day. Вскоре после этого Сина начал издеваться над Гробовщиком, что привело к матчу между ними на Vengeance, где он проиграл в одиночном поединке.
В матче-реванше, состоявшемся 7 августа на SmackDown!, Сина победил Гробовщика, на этот раз при помощи Эй-Трейна. Вражда между ними закончилась 21 августа на SmackDown!, когда Сина и Эй-Трейн победили Гробовщика и Орландо Джордана в командном матче. После этого Сина продолжил борьбу за титул чемпиона Соединённых Штатов WWE, но проиграл тогдашнему чемпиону Эдди Герреро в уличной драке за титул 11 сентября на SmackDown!.
После проигрыша Курту Энглу на No Mercy, Сина стал любимцем фанатов, когда присоединился к Энглу в качестве члена его команды на Survivor Series 2003 года, где Сина и Крис Бенуа оказались в числе выживших. Сина и Бенуа объединились в импровизированную команду, но 27 ноября на SmackDown! оба рестлера приняли участие в баттл-роял 20 человек, чтобы заработать право на матч за звание чемпиона WWE. Сина и Бенуа были последними двумя оставшимися рестлерами и выбросили друг друга одновременно, в результате чего оба были объявлены победителями. Однако на следующей неделе на SmackDown! Бенуа победил Синау и получил право на матч за звание чемпиона WWE против Леснара.

### Чемпион Соединённых Штатов WWE (2004—2005)

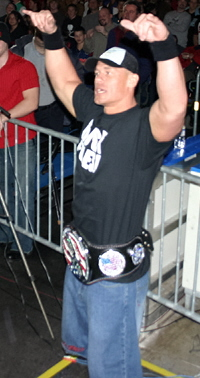
Сина с индивидуальным поясом чемпиона Соединённых Штатов в январе 2005 года

В начале 2004 года Сина принял участие в матче «Королевская битва» на Royal Rumble, дошёл до финальной шестёрки, но был выброшен Биг Шоу. В итоге победителем матча стал Крис Бенуа. Это привело к вражде с Биг Шоу. На шоу No Way Out Сина встретился с Биг Шоу и Куртом Энглом в тройном поединке за матч за звание чемпиона WWE на WrestleMania XX, который Сина проиграл, уступив Энглу. На WrestleMania XX Сина выиграл свой первый одиночный титул в WWE — титул чемпиона Соединённых Штатов WWE у Биг Шоу. Он удерживал титул в течение четырёх месяцев, успешно защитив его против Рене Дюпри, Роба Ван Дама и Букера Ти, пока 8 июля в эпизоде SmackDown! Курт Энгл (который был генеральным менеджером SmackDown!) не лишил его титула после того, как тот случайно напал на него. Сина вернул себе чемпионство, победив Букера Ти в серии из пяти лучших матчей, которая завершилась на No Mercy, но на следующей неделе проиграл Карлито на SmackDown!. После поражения Карлито, между ними началась вражда, в результате которой Сину якобы ударил ножом в почку в одном из ночных клубов Бостона телохранитель Карлито, Хесус; эта «травма» была использована для того, чтобы вывести Сину из строя на месяц, пока он снимался в фильме «Морской пехотинец». Сразу же после своего возвращения на Survivor Series, 18 ноября в эпизоде SmackDown! Сина отобрал у Карлито титул чемпиона Соединённых Штатов. Позже он успешно защитил титул чемпиона от Хесуса на Armageddon в уличной драке.
В 2005 году Сина принял участие в матче «Королевская битва» на Royal Rumble, дойдя до финальной двойки вместе с Батистой, пока оба не выпали через верхний канат одновременно, что сначала закончило матч, который впоследствии был перезапущен и выигран Батистой. В следующем месяце Сина принял участие в турнире претендентов на титул чемпиона WWE и дошёл до финала на No Way Out, где победил Курта Энгла и получил место в главном событии WrestleMania 21, начав вражду с тогдашним чемпионом WWE Джоном «Брэдшоу» Лэйфилдом (JBL) и его «Кабинетом». На ранних стадиях вражды Сина проиграл титул Соединённых Штатов Америки члену «Кабинета» Орландо Джордану на эпизоде SmackDown! 3 марта после того, как JBL вмешался и ударил Сину своим титульным поясом.

### Чемпион WWE (2005—2007)
Джон Сина победил Лэйфилда в матче за титул чемпиона WWE на WrestleMania 21. После WrestleMania Сина представил пояс «спиннер», в свою очередь JBL оставил оригинальный титульный пояс и продолжил считать себя чемпионом. Вражда Сины с Лэйфилдом закончилась на шоу Judgment Day 2005, когда Сина победил Лэйфилда в матче «Я сдаюсь», за неоспоримое чемпионство WWE.
В июне 2005 года Сина был переведен на бренд Raw. Вскоре начал вражду с Эриком Бишоффом после того, как тот отказался участвовать в матче против команды ECW на One Night Stand. Бишофф приказал Крису Джерико лишить Сину чемпионства. Несмотря на то, что Джерико вступал как хил, а Сина — как фейс во время их вражды, фанаты в зале поддерживали Джерико. 22 августа Сина победил Джерико в матче, где проигравший будет уволен. Следующим соперником Сины стал Курт Энгл. Сина защитил титул против Энгла на Unforgiven 2005 и защитил его в матче-реванше на Survivor Series 2005.
На шоу New Year’s Revolution в январе 2006 года он защитил титул чемпиона WWE в матче Elimination Chamber. Сразу после окончания матча Эдж обналичил чемодан WWE Money in the Bank, дважды провел гарпун Сине и удержал чемпиона, выиграв титул чемпиона WWE. Сина вернул себе титул три недели спустя на Royal Rumble 2006. После этого события Сина начал вражду с Трипл Эйчем, которого он победил на WrestleMania 22. Негативная реакция зрителей на Сину усилилась во время его вражды с Робом Ван Дамом; Сина встретился с ним на шоу One Night Stand 2006 в ECW. Все собравшиеся фанаты оскорбляли Сину в течение всего матча и поддерживали Роба Ван Дама. В ту ночь Ван Дам победил Сину после вмешательства Эджа и стал двойным чемпионом WWE и ECW.
В июле 2006 Сина, Эдж и Ван Дам встретились в матче «Тройная угроза» за титул чемпиона WWE, победу в котором одержал Эдж. Сина продолжил противостояние с новым чемпионом. Вражда достигла кульминации в матче со столами, лестницами и стульями на Unforgiven 2006; На кону в этом бою стоял не только чемпионский титул, но и работа Сины на бренде Raw. На Unforgiven Сина победил Эджа и вернул себе чемпионство.

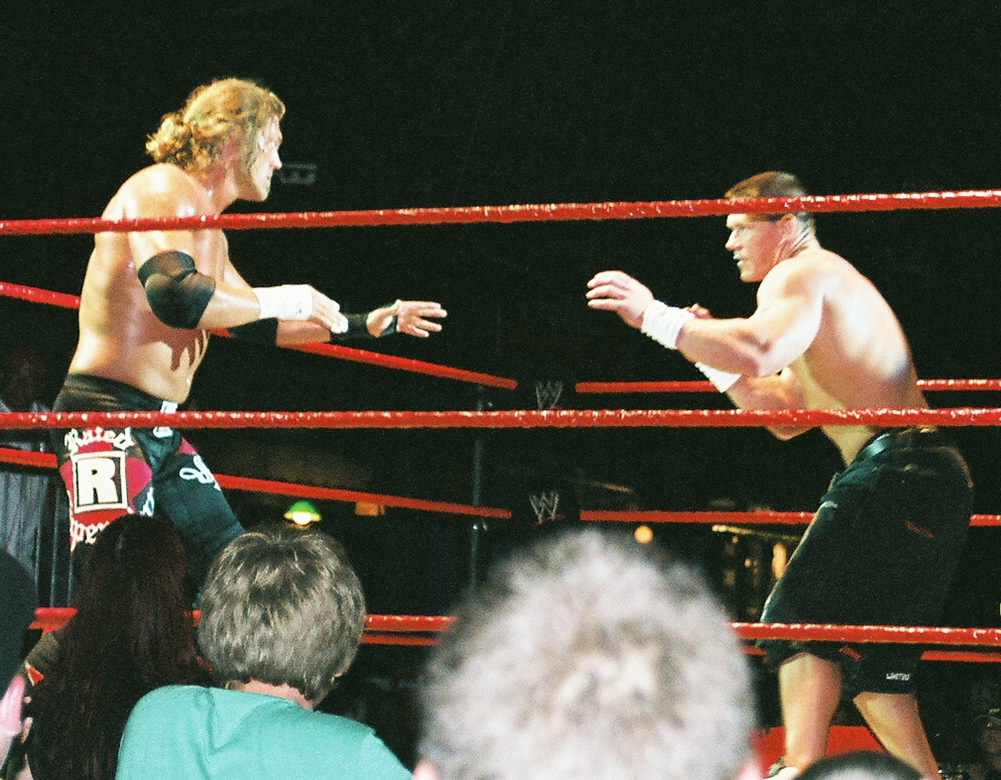
Эдж и Джон Сина

Сина принял участие в межбрендовом матче по определению «чемпиона чемпионов». Чемпион WWE Джон Сина, чемпион мира в тяжелом весе Кинг Букер и чемпион ECW Биг Шоу встретились на Cyber Sunday 2006. Тем временем Сина начал вражду с Кевином Федерлайном. Федерлайн вмешался в матч на Cyber Sunday, помогая Кингу Букеру защитить чемпионство, которое он поставил на кон в матче. В декабре Сина начал враждовать с Умагой. На первом Raw в 2007 году Сина был удержан Федерлайном с помощью Умаги. На Royal Rumble 2007 Сина победил Умагу в матче «Последний стоящий на ногах», проведя удушающий на Умаге с помощью канатов ринга.
На следующую ночь после Royal Rumble 2007 команда Сины и Шона Майклза победила Rated-RKO (Эджа и Рэнди Ортона) и сохранила титулы командных чемпионов мира, вскоре после матча Майклз атаковал Сину. На WrestleMania 23 Сина победил Майклза. На следующий вечер на Raw Майклз выбил Сину из матча королевской битвы за командные титулы с участием 10 команд; Победителями боя и новыми обладателями титула стали Братья Харди (Джефф и Мэтт Харди). До конца апреля Сина враждовал с Майклзом, Ортоном и Эджем. 30 апреля Великий Кали атаковал всех трех главных претендентов на титул чемпиона WWE, а неделю спустя и самого Сину. Сина победил Кали на шоу Judgment Day 2007 и One Night Stand 2007 после чего вступил в противостояние с Рэнди Ортоном. На SummerSlam 2007 Ортон провел три RKO против Сины, но чемпиону удалось сохранить титул. Сина был дисквалифицирован в матче-реванше на Unforgiven 2007, но сохранил пояс.
1 октября 2007 года во время боя с Мистером Кеннеди, Сина порвал большую грудную мышцу; травма потребовала хирургического вмешательства и нескольких месяцев восстановления, поэтому на следующую ночь Винс Макмэн лишил Сину титула, положив конец 381-дневному титульному рейну. Несмотря на травму, Сина появился на мероприятии Tribute to the Troops в Ираке в декабре 2007 года.

### Возвращение и чемпион в тяжелом весе WWE (2008—2010)

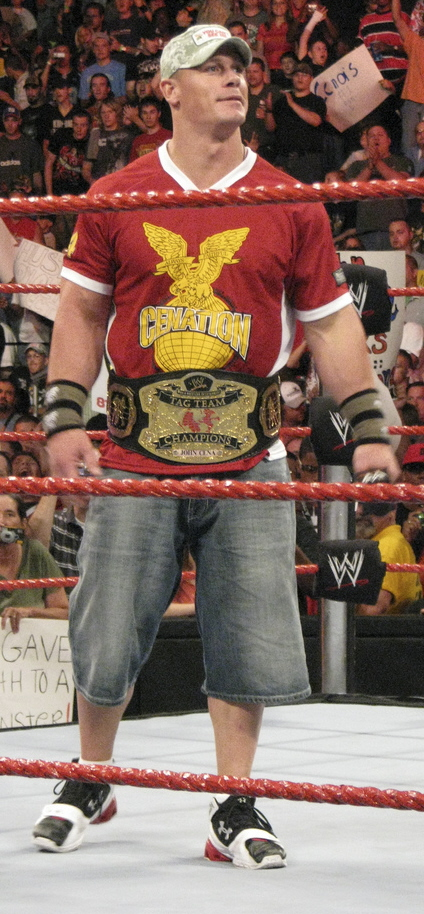
Джон Сина как командный чемпион в Августе 2008

Сина вернулся в качестве 30-го участника матча Royal Rumble в январе 2008 года, выиграв матч и право на титульный бой на WrestleMania 24. Вместо того чтобы ждать WrestleMania, Сина решил воспользоваться своим шансом и сразиться с чемпионом WWE Рэнди Ортоном на шоу No Way Out в феврале. Сина выиграл матч против чемпиона по дисквалификации, таким образом не выиграв титул. На WrestleMania XXIV Сина встретился с Ортоном и Трипл Эйчем в матче «Тройная угроза» за чемпионство WWE; Победу в бою одержал Рэнди Ортон. На шоу Backlash Сина принял участие в матче Fatal 4-Way на выбывание за титул чемпиона WWE; он выбил JBL, но был выбит из матча Ортоном. Сина победил JBL на шоу Judgment Day 2008 и One Night Stand в матче «Первая кровь». Однако он потерпел поражение от JBL на The Great American Bash.
4 августа Сина стал двукратным командным чемпионом, объединившись с Батистой, победив Коди Роудса и Теда ДиБиаси младшего. Чемпионство Сины и Батисты продлилось неделю; они потеряли свои титулы в матче-реванше с бывшими чемпионами. Батиста победил Сину на SummerSlam 2008. Сина должен был сразиться за титул чемпиона мира в тяжёлом весе на шоу Unforgiven, но перед этим событием получил травму шеи, потребовавшую хирургического вмешательства.
Сина вернулся на ринг на Survivor Series 2008. На том же мероприятии он победил Криса Джерико и завоевал титул чемпиона мира в тяжелом весе, впервые выиграв титул. Сина и Джерико продолжали свою вражду до шоу Armageddon, где Сина успешно защитил свой титул. Сина проиграл титул Эджу в матче «Клетка Уничтожения» на No Way Out в феврале 2009 года. Сина вернул себе чемпионство в матче «Тройная угроза» на WrestleMania XXV, но вновь проиграл его Эджу на Backlash из-за вмешательства Биг Шоу. Это положило начало противостоянию между Синой и Биг Шоу. Сина дважды победил Биг Шоу на Judgment Day и Extreme Rules 2009.
На мероприятии Night Of Champions в июле он принял участие в матче «Тройная угроза» против Ренди Ортона и Трипл Эйча за титул чемпиона WWE, но не смог выиграть матч. Два месяца спустя на Breaking Point Сина победил Рэнди Ортона в матче «Я сдаюсь» и в четвёртый раз выиграл титул чемпиона WWE. Месяц спустя он проиграл титул Ортону на Hell In A Cell 2009, но вернул его себе в матче Iron Man на Bragging Rights, а затем защитил его в матче «Тройная угроза» против Трипл Эйча и Шона Майклза на Survivor Series. Сина проиграл титул Шеймусу в матче со столами на шоу TLC: Tables, Ladders, and Chairs 2009.
Сина вернул себе титул чемпиона WWE в матче «Клетка Уничтожения» на шоу Elimination Chamber в феврале 2010 года. Его рейн продлился всего несколько минут — Винс Макмэн приказал Сине сразу же защищать титул против Батисты, где Сина проиграл. Сина вернул чемпионский титул на WrestleMania XXVI и защитил его против Батисты на Extreme Rules и Over the Limit.

### Чемпион WWE и противостояние с Nexus (2010—2011)

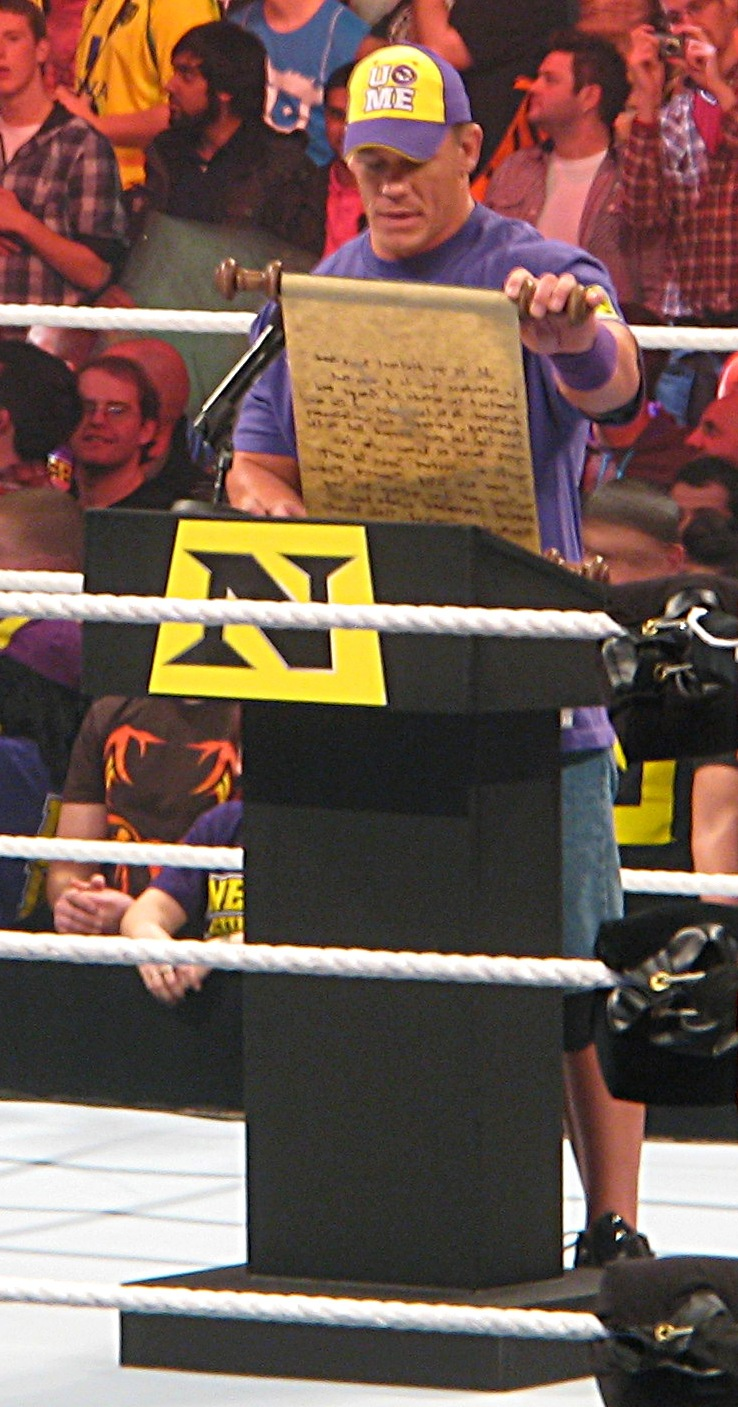
Джон Сина на Raw в 2010 году

7 июня 2010 года на Raw на Сину напала группа бывших участников первого сезона NXT во главе с Уэйдом Барреттом. Nexus также атаковали Си Эм Панка, Люка Гэллоуса, анонсера и комментаторов. В нападении также участвовал Дэниал Браян, который принялся душить галстуком анонсера, что запрещено политикой WWE PG и был временно отстранен. Позднее Сина проиграл титул чемпиона WWE Шеймусу после того, как Nexus вмешались в матч. Сина проиграл матч-реванш в матче со стальной клеткой против Шеймуса на Money in the Bank после неоднократного вмешательства со стороны Nexus. Чтобы победить группу, Сина объединил свои силы с Эджем, Крисом Джерико, Джоном Моррисоном, Р-Труфом, Великим Кали и Бретом Хартом. Две команды встретились на SummerSlam 2010. На шоу к команде Сины присоединился вернувшийся Дэниел Брайян, оказав помощь в победе команды Сины против Nexus. Позднее Сине не раз напоминали, что он своими победами остановил развитие потенциально хорошей группировке и хороших рестлеров в WWE.
Комментарий Криса Джерико в 2013 году: «Планируемой концовкой матча на Summerslam 2010 было оставить последними Эджа и Криса Джерико. Но Сина был против. Он продавил концовку, в которой он остался один против двоих участников NEXUS. Все сделали так, как он хотел. И это было де****во. Хотя мы говорили ему, что он не прав. После этого он подошел и попросил прощения, признавая, что не понимал, что к чему». Примерно с этого же момента появился мем «Cena wins Lol» (Ого, Сина вновь победил).
Сина вызвал Уэйда Барретта на матч на Hell in a Cell 2010, в случае проигрыша которого Сине пришлось бы присоединиться к Nexus. На шоу Сина проиграл матч Барретту и был вынужден следовать всем приказам членов группы под угрозой увольнения из WWE. На Bragging Rights Сина и участник Nexus Дэвид Отунга победили Коди Роудса и Дрю Макинтайра, сохранив за собой командные титулы WWE. В тот же вечер Барретт приказал ему не дать Ортону выиграть матч за титул чемпиона WWE; Сина привел к дисквалификации Барретта, не дав лидеру Nexus выиграть титул. Следующей ночью на Raw Сина и Отунга проиграли командные титулы участникам Nexus Хиту Слейтеру и Джастину Гэбриелу после того, как Барретт приказал Отунге проиграть титулы. На Survivor Series 2010 Сина стал специальным приглашенным рефери в титульном матче между Барреттом и Ортоном, где, если бы Ортон сохранил титул, Сина был бы уволен из WWE. Ортон победил Барретта, заставив Сину покинуть промоушен. Следующим вечером на Raw Сина произнес прощальную речь, позднее вмешавшись в матч-реванш между Ортоном и Барреттом, не дав Барретту победить. Неделю спустя он появился на Raw в качестве зрителя, но позже напал на членов Nexus, заявив, что даже если он не работает в WWE, он все равно может уничтожить группу. 13 декабря Сина был возвращен в WWE по настоянию Уэйда Барретта. Сина встретился с лидером Nexus на шоу TLC: Tables, Ladders & Chairs, где победил Сина.
27 декабря Nexus, без Барретта, объявили, что у них новый лидер, и предложили Сине перемирие. Однако он отказался, и в ответ на него напали представители Nexus и оставили на ринге повязку со своим логотипом . Затем на ринг вышел Си Эм Панк, но вместо того, чтобы атаковать Сину, он надел повязку Nexus, символически объявив, что он стал новым лидером группы. Вражда Сины с Nexus закончилась на Royal Rumble 2011, во время которой Сина выбил большинство участников группы из матча Королевской битвы.

### «One’s in a Lifetime» и противостояние с Си Эм Панком (2011—2013)
В матче «Клетка Уничтожения» на шоу Elimination Chamber в феврале 2011 года Сина победил в шестистороннем матче и заработал право на матч с Мизом на WrestleMania XXVII за титул чемпиона WWE.
В эпизоде Raw от 21 февраля Сина ответил в форме рэпа на комментарии, сделанные Роком на предыдущей неделе, когда Рок вернулся на Raw в качестве объявленного ведущего WrestleMania. Той ночью Сина провел поединок за командные титулы WWE, объединившись с Мизом, победив Джастина Гэбриела и Хита Слейтера из группировки Nexus, став новыми командными чемпионами WWE. Однако незамедлительно был проведен реванш, где Гэбриел и Слейтер вернули себе титулы после того, как Миз атаковал Сину, сделав их титульный рейн самым коротким в истории командного титула. После нескольких недель оскорблений Сина и Рок встретились в эпизоде Raw от 28 марта, где, после словесной перепалки и попытки атаки Миза и Алекса Райли, Сина атаковал Рока проведя ему Attitude Adjustment. На WrestleMania XXVII 3 апреля Сина и Миз закончили матч по двойному отсчету, но Рок, на правах ведущего, возобновил матч и провел Rock Bottom на Сине, позволив Мизу сохранить титул. Следующим вечером на Raw Сина, в ответ на то, что Рок «лишил» его титула, согласился встретиться с ним в главном событии WrestleMania XXVIII, главного матча WrestleMania, который был назначен на год вперед. На Extreme Rules 1 мая Сина победил Миза и Джона Моррисона в матче в стальной клетке и стал чемпионом WWE. Затем Сина успешно защитил титул против Миза 22 мая на Over the Limit в матче «Я сдаюсь» и против Р-Труфа 19 июня на Capitol Punishment.
Вскоре Сина начал вражду с Cи Эм Панком. Входе сюжета Сина и Панк должны были провести поединок за титул чемпиона WWE на Money in the Bank в Чикаго. По условиям матча назначенными Винсом Макмэном, если Сина проигрывал поединок, то Сина будет уволен. Поскольку Панк, в случае выигрыша титула, хотел покинуть компанию с чемпионским поясом. На Money in the Bank Панк победил Сину, выиграв титул чемпиона WWE и покинул компанию с титулом. Дэйв Мельтцер из Wrestling Observer Newsletter оценил матч на пять звезд, первый и единственный матч Сины с пятью звездами по оценке Мельтцера. В эпизоде Raw от 25 июля, после того как Рей Мистерио выиграл свой первый титул чемпиона WWE, Сина бросил вызов Мистерио, воспользовавшись правом на реванш, и победил Мистерио позже той ночью, став чемпионом WWE в рекордный 11-й раз. После своей победы в WWE вернулся Панк с чемпионским поясом. Между Панком и Синой прошел второй матч на SummerSlam 2011 за бесспорное чемпионство WWE, где Панк вновь победил Сину после того как специальный приглашенный рефери Трипл Эйч не заметил ногу Сины на канате во время отсчета. После того, как Альберто Дель Рио стал чемпионом WWE, обналичив свой чемодан Money in the Bank, Сина стал претендентом № 1 и победил Дель Рио на Night of Champions 18 сентября. Сина проиграл титул обратно Дель Рио на Hell in a Cell 2 октября в матче тройной угрозы с участием Панка. Сина проиграл свой матч-реванш против Дель Рио на Vengeance 23 октября в матче «Последний стоящий на ногах» из-за вмешательства The Awesome Truth (Миз и Р-Труф). После нескольких недель нападений Миза и Р-Труфа на Сину, Сине разрешили выбрать своего напарника, чтобы бросить вызов Мизу и Р-Труфу на Survivor Series 20 ноября; Сина выбрал Рока и вместе они победили Миза и Р-Труфа. После поединка Рок провел Сине Rock Bottom.

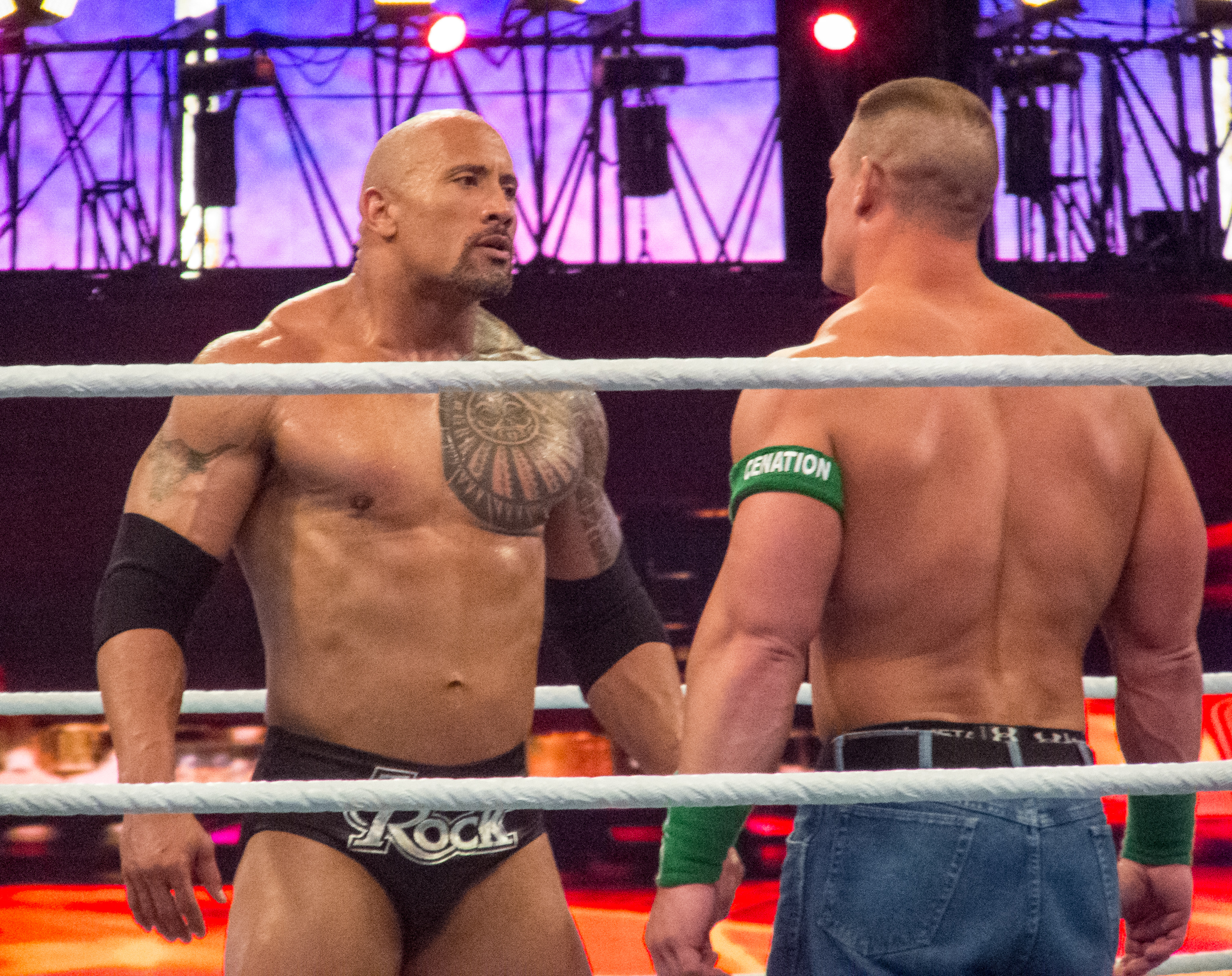
Рок против Джона Сины на WrestleMania XXVIII

Затем Сина начал короткую вражду с Кейном, который высказал свое отвращение к лозунгу Сины «Возвысь над ненавистью» и заявил, что Сине нужно будет принять ненависть, чтобы победить Рока на WrestleMania. Матч Кейна и Сины на Royal Rumble 29 января 2012 года закончился двойным отсчетом. Затем Сина победил Кейна в матче со скорой помощью 19 февраля на Elimination Chamber. На WrestleMania XXVIII 1 апреля в главном событии Сина провел поединок против Рока; в конце поединка Сина хотел провести Року People’s Elbow, но Рок поймал Сину на Rock Bottom и победил.
Следующим вечером после WrestleMania на Raw SuperShow Сина вызвал Рока на ринг, чтобы поздравить его с победой, однако вместо него на его призыв ответил вернувшийся Брок Леснар, который атаковал Сину, проведя свой коронный прием F-5. Генеральный менеджер Raw и SmackDown Джон Лауринайтис сообщил, что он подписал контракт с Леснаром, чтобы придать «легитимность» WWE и сделать Леснара «новым лицом». На Extreme Rules 29 апреля Сина победил Леснара в матче по правилам Extreme Rules. На Over the Limit 20 мая Биг Шоу помог Лауринайтису победить Сину. Развитие фьюда между Лауринайтисом и Синой привело к тому, что на No Way Out 17 июня был назначен матч Биг Шоу против Сины, в случае поражения Биг Шоу Лауринайтис был бы уволен, это же условие касалось и Джона Сины, в поединке победил Джон Сина и Ларинайтис был уволен Винсом Макмэном сразу после поединка. Сина выиграл матч с лестницами за чемодан Money in the Bank на шоу Money in the Bank (2012) 15 июля, получив контракт на бой за титул чемпиона WWE в любое время в течение года. На 1000 выпуске RAW 23 июля Сина использовал свой кейс на Панке и победил по дисквалификации после вмешательства Биг Шоу, став первым человеком, который обналичил контракт Money in the Bank и не выиграл титул. Сина не смог выиграть титул у Панка в матче тройной угрозы с участием Биг Шоу на SummerSlam 2012 19 августа. Позднее Сина и Панк провели двойное удержание на Night of Champions 2012 16 сентября, в результате чего была признана ничья. После того, как Сина был временно отстранен от выступлений из-за реальной травмы руки, Панк победил Сину в матче тройной угрозы с участием Райбека на Survivor Series 18 ноября. Затем Сина начал противостояние с Дольфом Зигглером из-за отношений с Эй Джей Ли и проиграл Зигглеру в матче с лестницами на TLC: Tables, Ladders & Chairs 16 декабря после того, как Эй Джей предала Сину. Сина победил Зигглера 7 и 14 января в эпизодах Raw, несмотря на вмешательства Эй Джей и Биг И Лэнгстона, положив конец вражде. 
27 января 2013 года Сина выиграл свою вторую королевскую битву на Royal Rumble, объявив, что он пойдет за титулом чемпиона WWE на WrestleMania 29. На Elimination Chamber Сина, Райбек и Шеймус проиграли Щиту (Дин Эмброуз, Роман Рейнс и Сет Роллинс). 25 февраля на Raw Сина победил Панка, сохранив за собой право претендента номер один на титул чемпиона WWE. 7 апреля на WrestleMania 29 Сина победил Рока в их матче-реванше, выиграв свой одиннадцатый титул чемпиона WWE. Затем Сина начал противостояние с Райбеком и получил травму ахиллова сухожилия, но сохранил титул в матче против Райбека по правилам «Последний стоящий на ногах» (который закончился без результата) на Extreme Rules 19 мая и в матче «три стадии ада» 16 июня на Payback. Позднее на Money in the Bank 2013 Сина победил Марка Генри по болевому, сохранив титул. На SummerSlam 18 августа Сина проиграл титул чемпиона WWE Дэниелу Брайану со специальным приглашенным рефери Трипл Эйчем, закончив свой чемпионский рейн в 133 дня. Следующим вечером на Raw Сина объявил, что перенесет операцию на разрыве трицепса и будет отсутствовать от четырех до шести месяцев. 

### Противостояние с Рэнди Ортоном и двойной чемпион (2013–2015)
Сина вернулся на Hell in a Cell (2013) 27 октября, победив Альберто Дель Рио, выиграв свой третий титул чемпиона мира в тяжелом весе. Сина сохранил титул против Дель Рио 24 ноября на Survivor Series в матче-реванше. Затем Сина бросил вызов на поединок тогдашнему чемпиону WWE Рэнди Ортону на шоу TLC: Tables, Ladders & Chairs, где на кону должны были стоять оба титула, Ортон принял вызов на Raw. На TLC: Tables, Ladders & Chairs 15 декабря Сина проиграл в поединке Рэнди Ортону. Сина также не смог выиграть объединенный титул чемпиона мира WWE в тяжелом весе у Ортона на Royal Rumble 26 января 2014 года, а также в матче Elimination Chamber (2014) 23 февраля из-за того, что его отвлекла семья Уайатт.
Лидер семьи Уайаттов Брэй Уайатт принял вызов Сины на матч на WrestleMania XXX 6 апреля, чтобы доказать, что героический персонаж Сины был фасадом, характерным для «этой эпохи лжи», и превратить Сину в «монстра». На WrestleMania XXX Сина победил Уайатта, несмотря на вмешательство Люка Харпера и Эрика Роуэна. Вражда семьи Уайатт и Сины продолжилась на фоне истории о том, что Брэй Уайатт захватывал фан-базу Сины, примером чего стал момент с детским хором на ринге на эпизоде Raw от 28 апреля, где дети позже надели маски овец. На Extreme Rules 4 мая Уайатт победил Сину в матче в стальной клетке после неоднократного вмешательства остальных членов семьи Уайатт. На шоу Payback 1 июня Сина победил Уайатта в матче «Последний выживший», закидав несколькими ящиками с оборудованием, положив конец их вражде. 
На шоу Money in the Bank (2014) 29 июня Сина выиграл поединок, в котором также участвовали Альберто Дель Рио, Шеймус, Сезаро, Рэнди Ортон, Брэй Уайатт, Роман Рейнс и Кейн за вакантный титул чемпиона мира WWE в тяжёлом весе. Сина сохранил титулы на шоу Battleground (2014) 20 июля в  четырёхстороннем поединке против Ортона, Кейна и Рейнса. На шоу SummerSlam (2014) 17 августа Сина проиграл титулы Леснару после шестнадцати суплексов и двух F-5, закончив свой рейн на 49 днях. В их матче-реванше на шоу Night of Champions 21 сентября Сина не смог вернуть себе титул после того, как Роллинс напал на него, что привело к дисквалификации. На шоу Hell in a Cell 26 октября Сина победил Ортона в поединке Hell in a Cell, став претендентом номер один на титул чемпиона WWE. 

Следующей ночью на Raw Сина отклонил предложение Руководства (Трипл Эйч и Стефани Макмэн) объединить силы, что привело к матчу на выбывания 5 на 5 на Survivor Series (2014) между командой Сины (Сина, Зигглер, Роуэн, Биг Шоу и Райбек) и командой Руководства (Роллинс, Кейн, Харпер, Генри и Русев). На шоу Survivor Series 23 ноября Биг Шоу неожиданно предал Сину, устранив его из матча и присоединившись к Руководству, однако Зигглер выиграл матч для команды Сины с помощью вмешавшегося Стинга. Согласно условиям поединка, Руководство были лишены власти, и только Сина мог восстановить их. На TLC: Tables, Ladders & Chairs 14 декабря Сина победил Роллинса в матче за столами, сохранив статус претендента на титул чемпиона мира в тяжелом весе WWE. 29 декабря в выпуске Raw Роллинс и Биг Шоу взяли в заложники Эджа, вынудив Сину восстановить в должности Руководство, которые добавили Роллинса к титульному матчу и сюжетно уволили Зигглера, Райбека и Роуэна за присоединение к команде Сины. Сина восстановил Зигглера, Райбека и Роуэна в компании, победив Роллинса, Биг Шоу и Кейна в матче с трое против одного. На Royal Rumble 25 января 2015 года Сина проиграл в матче за титул чемпиона WWE в тяжелом весе против Брока Леснара и Сета Роллинса.

### Свободный агент и разовые появления (2017—2024)

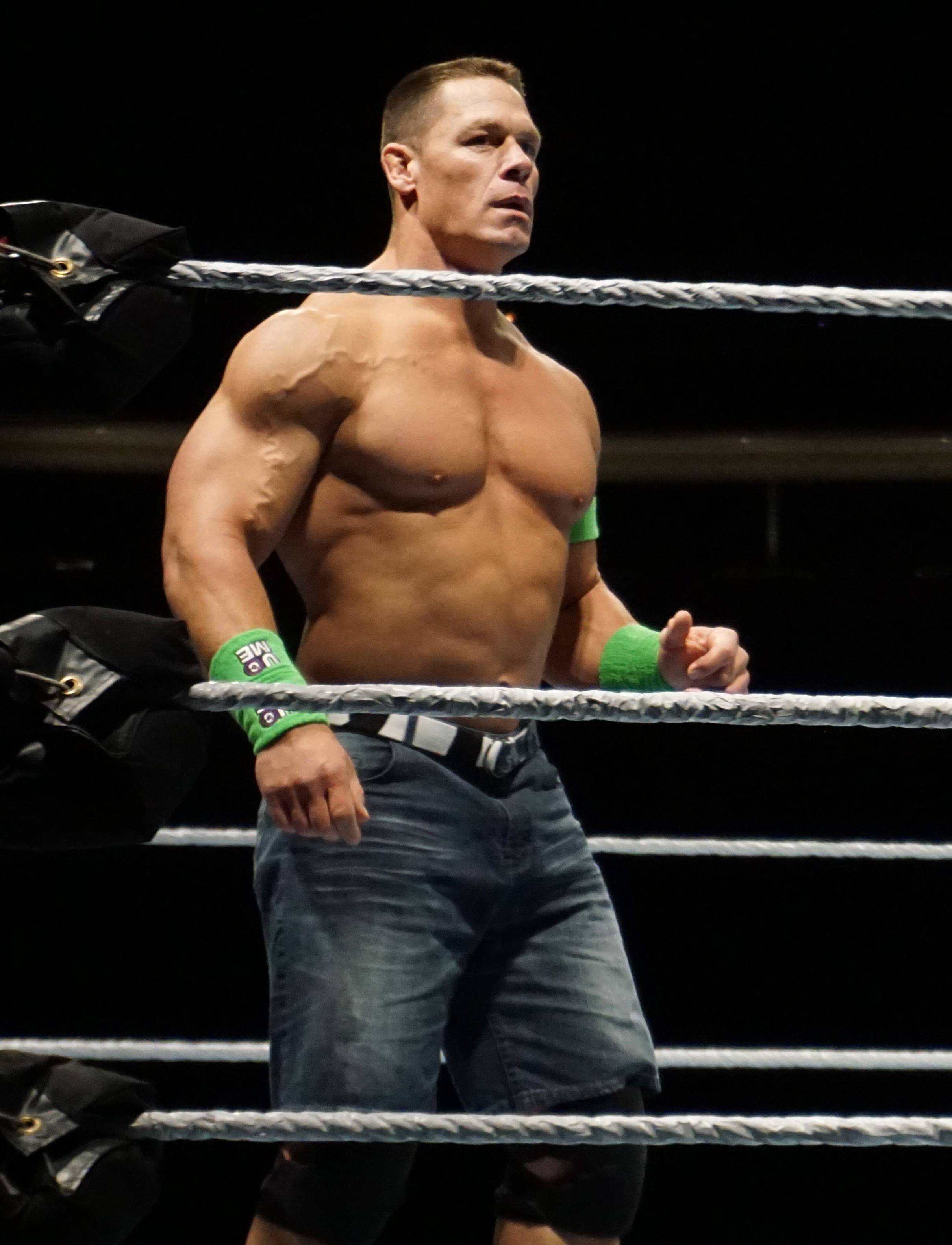
Джон Сина на хаус-шоу в марте 2018 года

В июле 2017 года WWE объявили Сину «свободным агентом» во время драфта суперзвезд, что означало, что он может выступать как на Raw, так и на SmackDown. 23 июля Сина победил Русева в матче флагов на Battleground, Барона Корбина на SummerSlam 20 августа, и проиграл Роману Рейнсу 24 сентября на No Mercy. Сина вернулся на SmackDown в следующем месяце после того, как генеральный менеджер Шейн Макмэн назначил его последним участником команды SmackDown в мужском матче 5 на 5 против команды Raw на Survivor Series 2017; на событии 19 ноября Сина был выбит из матча Куртом Энглом, а команда SmackDown потерпела поражение.
Сина выступил в матче королевской битвы на Royal Rumble 28 января 2018 года и в матче клетки уничтожения на Elimination Chamber за претенденство № 1 на чемпионство вселенной WWE, но потерпел поражение. 8 апреля на WrestleMania 34 Сина был быстро побежден Гробовщиком. После победы над Трипл Эйчем 27 апреля на шоу The Greatest Royal Rumble он поблагодарил зрителей за то, что они поддерживали его в трудный период, ссылаясь на свое поражение от Гробовщика и недавнее расставание с Никки Беллой. Сина участвовал в командном матче с Бобби Лэшли против Элиаса и Кевина Оуэнса на шоу Super Show-Down 6 октября в Мельбурне, Австралия, который они с Лэшли выиграли. У Сины также был запланирован поединок против Бобби Лэшли на Crown Jewel в Саудовской Аравии 2 ноября, но Сина отказался работать на мероприятии после новостей об убийстве саудовского журналиста Джамаля Хашогги.
Сина вернулся в WWE 1 января 2019 года в эпизоде SmackDown, где он и Бекки Линч победили Андраде Сьен Алмаса и Зелину Вегу в смешанном командном поединке. В эпизоде Raw от 14 января Сина проиграл Финну Балору в четырёхстороннем поединке, также с участием Дрю Макинтайра и Барона Корбина. Сина должен был принять участие в матче королевская битва на Royal Rumble 27 января, но был снят из-за травмы лодыжки.
7 апреля Сина появился на WrestleMania 35 в старом реп образе «Доктора бандитизма» и прервал концерт Элиаса, исполнив свой новый коронный прием на Элиасе (назвав его «F-U») после того, как Элаис оскорбил его. В эпизоде Raw от 22 июля под названием Raw Reunion Сина провел рэп-баттл с Усо.
Сина снова вернулся в WWE 28 февраля 2020 года в эпизоде SmackDown, где он столкнулся с Брэем Уайаттом, который вызвал его на матч на WrestleMania 36 как продолжение их матча с WrestleMania XXX в 2014 году — который Сина принял. Во второй день WrestleMania 36 5 апреля, Сина и Брей провел поединок в кинематографическом стиле под названием «Firefly Fun House match», где вспоминались моменты из карьеры Сины и Уайатта, в том числе дебют Сины против Курта Энгла, эпизод, в котором фигурирует его персонаж «Доктор бандитизма», и их поединок на WrestleMania XXX. Уайатт победил Сину, и после его победы неподвижное тело Сины исчезло с середины ринга.
Из-за пандемии COVID-19 и съемок в кино Сина не смог появиться на WrestleMania 37, что стало первым случаем, когда Сина пропустил главное шоу почти за 20 лет. Сина, однако, появился в рекламе WWE, чтобы помочь объявить о месте проведения WrestleMania 38. 18 июля 2021 года Сина вернулся в WWE на Money in the Bank, где встретился с Романом Рейнсом после того, как последний сохранил свой титул чемпиона мира в поединке против Эджа в главном событии. На SummerSlam 21 августа Рейнс победил Сину.
В эпизоде Raw от 6 июня 2022 года было объявлено, что Сина вернется в эпизоде Raw от 27 июня, который ознаменовал 20-ю годовщину его дебюта на ринге в WWE. В этом эпизоде Raw Сина вернулся и дал промо, в котором рассказал обо всех своих воспоминаниях и поблагодарил фанатов за их поддержку. В эпизоде SmackDown от 30 декабря Сина впервые за год провел поединок, в котором он и Кевин Оуэнс победили Романа Рейнса и Сэми Зейна. 27 января 2023 года Сина был объявлен звездой обложки видеоигры WWE 2K23, это был второй раз, когда он стал звездой обложки игры WWE 2K с выхода WWE 2K15. В течение следующих двух месяцев, Остин Тиори несколько раз вызывал Сину на поединок на WrestleMania 39 за титул чемпиона Соединённых Штатов, который Сина принял в эпизоде Raw от 6 марта. В первый вечер WrestleMania 39, Сина проиграл Тиори. На Money in the Bank 2023 1 июля Сина неожиданно появился и провел конфронтацию с Грейсоном Уоллером.

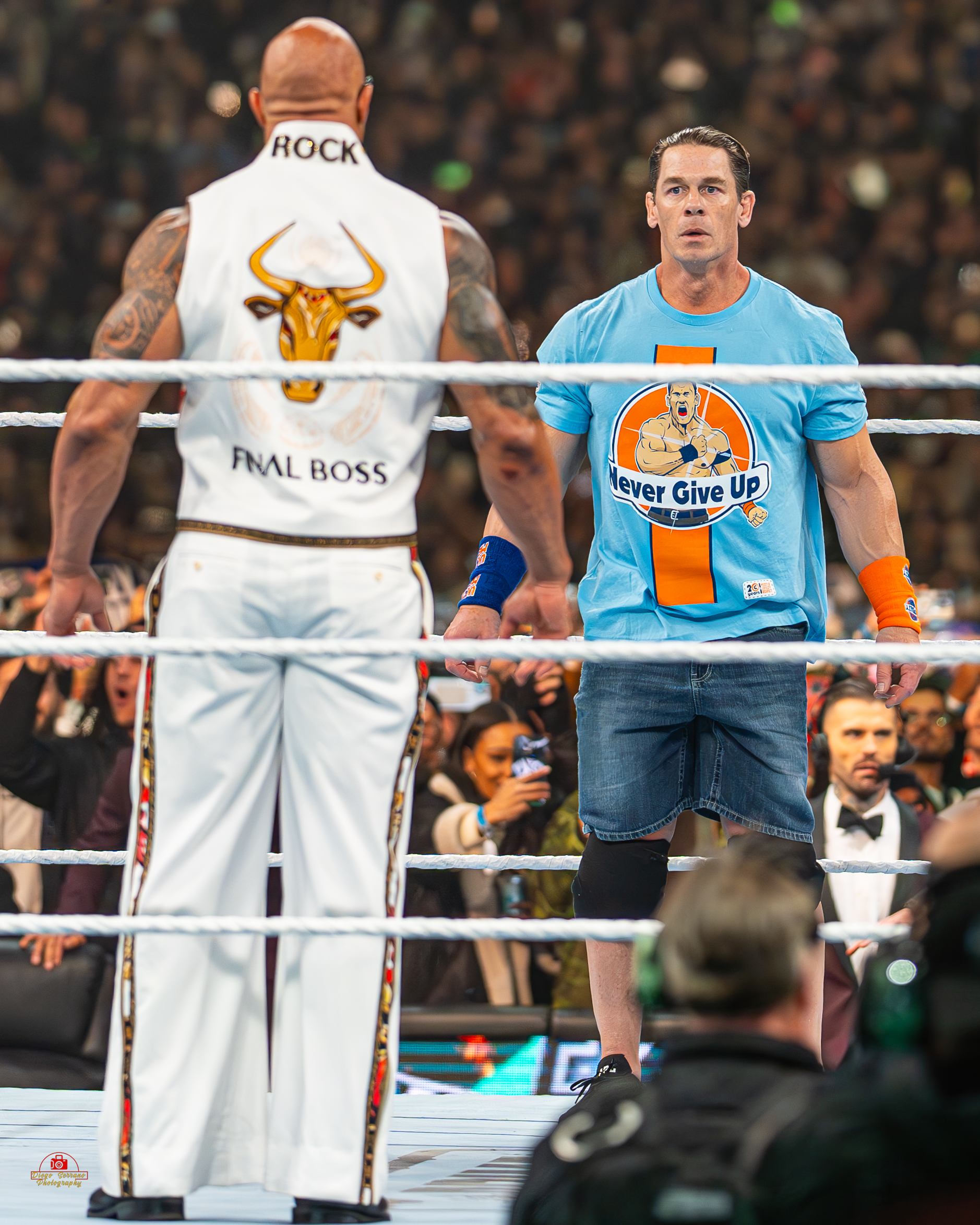
Рок и Джон Сина на WrestleMania XL

Сина ненадолго вернулся на SmackDown 1 сентября, где его прервал Джимми Усо и напал на него. Следующим вечером Сина выступал в качестве ведущего на шоу Payback, а также был специальным приглашенным судьей на матче между Эл Эй Найтом и Мизом, в котором Найт победил и был впоследствии поздравлен Синой. На Superstar Spectacle 8 сентября Сина и Сет Роллинс победили Империум (Джованни Винчи и Людвиг Кайзер). В эпизоде SmackDown от 15 сентября, на ток-шоу Уоллера Грейсона Джимми Усо и Соло Сикоа напали на Сину, в ситуацию вмешался Эй Джей Стайлз который спас Сину. На следующей неделе Сина и Стайлз должны были подписать контракт на командный матч против Джимми и Соло на Fastlane, но Стайлз не смог принять участие в соревнованиях после закулисного нападения со стороны The Bloodline, позднее Стайлза заменил Эл Эй Найт. 8 октября на Fastlane, Сина и Найт победили Усо и Сикоа. В эпизоде SmackDown от 20 октября Сина пошутил о завершении карьеры, упомянув, что он не выигрывал одиночных матчей с 2018 года, прежде чем вызвать кого-либо на поединок. Сикоа ответил на вызов и поединок между ними прошел на Crown Jewel. На шоу 4 ноября Сикоа победил Сину.
7 апреля 2024 года, во время главного поединка WrestleMania XL между Романом Рейнсом и Коди Роудсом, Сина появился, чтобы помочь Коди Роудсу отбить атаку Соло Сикоа и Романа Рейнса. После этого появился Рок, который встретился с Синой лицом к лицу и провел Сине «подножье скалы». На Raw после WrestleMania XL Сина принял участие в своем первом матче на Raw с января 2019 года, где он объединился с командными чемпионами Raw Мизом и Р-Труфом, чтобы победить участников The Judgment Day Финна Балора, Джей Ди Макдоны и Доминика Мистерио.

### Прощальный тур (2024—н.в.)

Джон Сина на Backlash (2025)

Сина вернулся на Money in the Bank 2024 года, чтобы объявить о своем уходе из выступлений на ринге с лозунгом «Последний момент — сейчас», что является изменённым выражением Сины «Мой момент — сейчас», которое он использовал в своих песнях и выпускаемых товарах. Он также заявил, что WrestleMania 41 станет его последней WrestleMania, но он продолжит заниматься рестлингом до конца 2025 года.
6 января 2025 года во время премьеры шоу Raw на Netflix Сина объявил, что примет участие в матче «Королевская битва» на Royal Rumble 1 февраля, где он выбросил с ринга троих человек и в итоге занял второе место, став последним, кого выбросил победитель Джей Усо.
1 марта, на Elimination Chamber (2025) победил в матче «Клетка Уничтожения» из шести человек и стал претендентом на матч за титул WWE. Позже, на этом же PPV, Сина совершил хилл терн (впервые с 2003 года), и избил вместе с Роком и Тревисом Скоттом Коди Роудса. На WrestleMania 41 Джон Сина победил Коди Роудса с помощью Тревиса Скотта и стал 17 кратным чемпионом WWE. На Raw после WrestleMania 41, Джон Сина был атакован Рэнди Ортоном, где позже был назначен матч за титул на Backlash. На Backlash, Сина сохранил свой титул, победив Ортона при помощи Ар-Труфа. На пресс-конференции после шоу, Джон Сина провёл Ар-Труфу Attitude Adjustment через стол, когда последний прервал его. Позднее был назначен между ними матч на Saturday Night’s Main Event XXXIX 24 мая, где Сина победил благодаря лоу-блоу.

## Личная жизнь

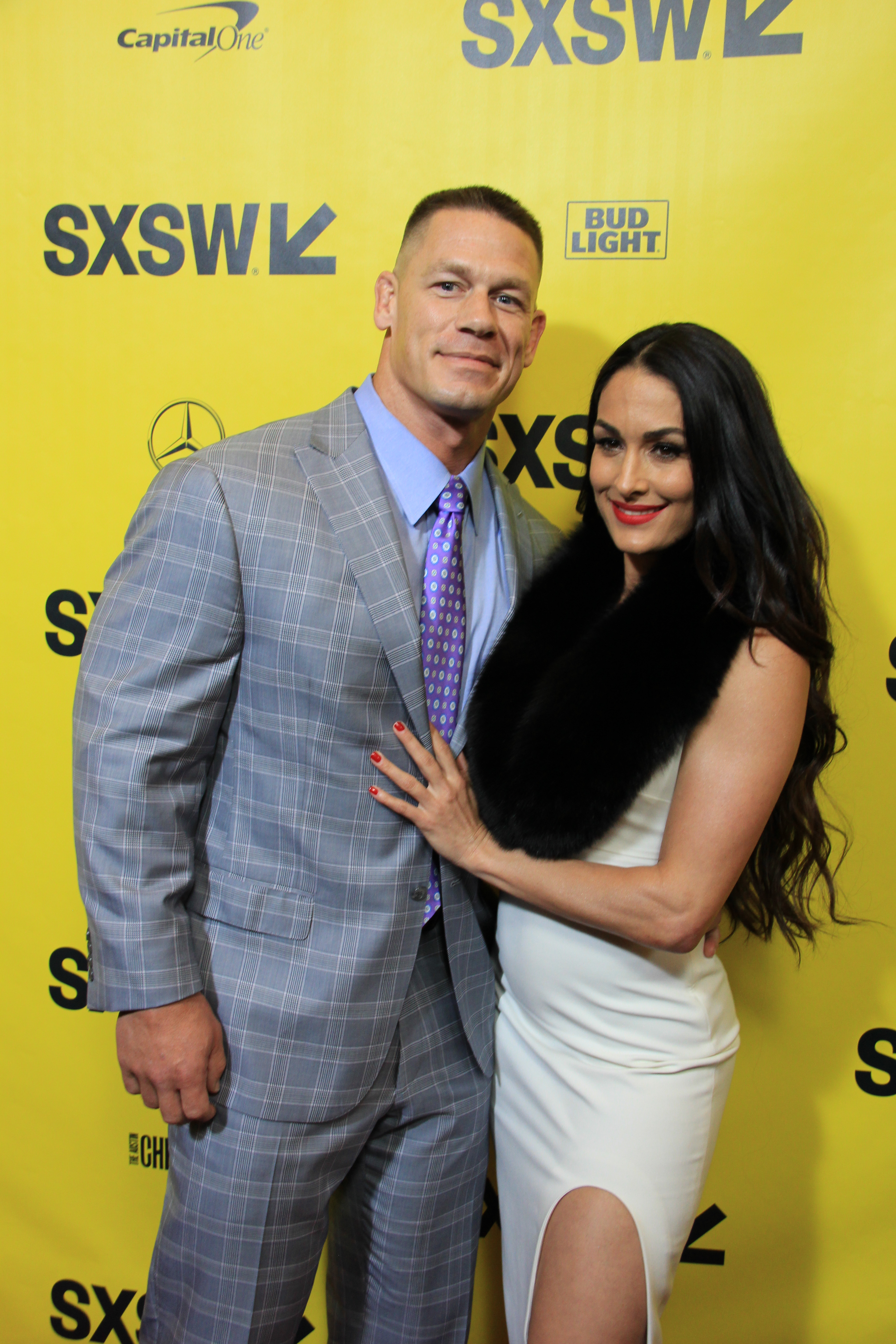
Сина с бывшей невестой Никки Беллой в марте 2018 года

Сина — левша. Сина утверждает, что его самой любимой серией игр является Command & Conquer. Сина фанат следующих спортивных команд «Бостон Ред Сокс», «Тампа Бэй Рейс», «Нью-Ингленд Пэтриотс», «Бостон Селтикс» и клуба английской Премьер-лиги «Тоттенхэм Хотспур». Является коллекционером спортивных автомобилей, имеет в коллекции 20 машин, причём некоторые существуют только в одном экземпляре.
Во время промоушена своего фильма «12 раундов» (2009) Сина объявил о помолвке со своей подругой Элизабет Хобердо. Свадьба состоялась 11 июля 2009 года. 1 мая 2012 Сина подал на развод, который состоялся 18 июля. По словам Элизабет, Сина изменял ей с порнозвездой Кендрой Ласт, хотя она это отрицала.
В ноябре 2012 года сайт TMZ сообщил, что Сина встречается с Никки Беллой, а 2 апреля 2017 года он сделал ей предложение. В апреле 2018 года Никки Белла в своём инстаграме объявила о расставании с Джоном.
В 2016 году Сина начал изучать севернокитайский язык, чтобы помочь WWE расширить свой охват, и на пресс-конференции в Китае он говорил на нём. В июле 2018 года Сина ненадолго переехал в Китай, где поселился в городе Иньчуань. На канале WWE на YouTube он создал шоу, в котором рассказывал о своих походах по местным магазинам и рынкам. Он объяснил, что будет жить там пять месяцев, пока работает над фильмом Project X-Traction с Джеки Чаном. Съёмки завершились в ноябре 2018 года. В апреле 2018 года он также рассказал, что научился играть на фортепиано.
12 октября 2020 года Сина женился на Шей Шариатзаде, с которой он встречался с начала 2019 года. Он неоднократно говорил, что не хочет иметь детей потому, что не хочет быть заочным родителем, пока он сосредоточен на своей карьере.

### Благотворительность

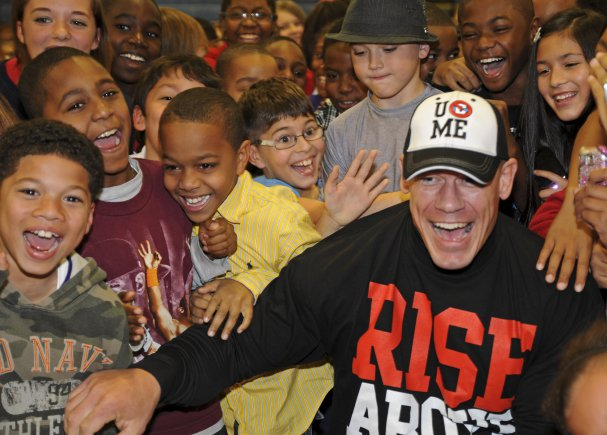
Сина с детьми

Через фонд Make-A-Wish Foundation Сина исполнил более 650 желаний для детей с угрожающими жизни заболеваниями — больше всех в истории Make-A-Wish, причём его первое исполненное желание датируется 2002 годом. Книга рекордов Гиннесса подтвердила, что Сина опережает персону, занимающую вторую место, более чем на 450 желаний.
С конца 2011 года до WrestleMania XXVIII Сина носил чёрную футболку с надписью «Возвысьтесь над ненавистью», рекламируя кампанию WWE против травли. В сентябре и октябре 2012 года Сина носил розовую и чёрную одежду с фразой «Возвысьтесь над раком» в рамках месяца осведомлённости о раке груди.
В июне 2020 года Сина сделал пожертвование в размере 1 миллиона долларов в пользу организации Black Lives Matter.

### Наследие
Его коллеги Курт Энгл, Джон Лейфилд и Пол Хейман назвали Сину величайшим профессиональным рестлером всех времен. Обсуждая наследие Сины в своем подкасте, Джим Корнетт (который был главным букером OVW, пока Сина выступал там) заявил: «Я думаю, что [Сина] — последняя большая звезда рестлинга», похвалив его трудовую этику, спортивные способности и умение работать с микрофоном.
Председатель WWE Винс Макмэн сказал, что считает Джона Сину Бейбом Рутом из WWE. Bleacher Report назвал Сину одним из 10 величайших рестлеров WWE всех времен. Матч Сины против Рока в 2012 году на WrestleMania XXVIII стал одним из самых просматриваемых матчей в истории WWE на уровне поединка Халка Хогана против Андре Гиганта на WrestleMania 3.

## Карьера актёра

### Кинематограф
Ещё до дебюта в WWE, в 2000 году засветился в фильме «К бою готовы», который был финансирован тогдашней компанией-конкурентом Федерации WCW.
WWE Studios (подразделение WWE, которое финансирует и выпускает художественные фильмы) сняла первый фильм с участием Джона Сины — «Морской пехотинец», где он сыграл роль морского пехотинца, который после возвращения со службы домой, вынужден применить полученные военные навыки против похитителей своей жены. Премьера фильма в США состоялась 13 октября 2006 года и за первую неделю проката в этой стране собрал почти 7 млн долларов. После 10 недель проката было собрано 18,7 млн долларов США. Выпущенный на DVD фильм собрал 30 млн долларов США за первые 12 недель продаж.
Вторым фильмом Джона Сины стал «12 раундов», который также выпустила WWE Studios. Съёмки начались 25 февраля 2008 года в Новом Орлеане. Премьера фильма состоялась 27 марта 2009 года.
Сина снялся в ещё одном фильме, который спродюсировала WWE Studios, под названием «Легендарный». Премьера фильма прошла в ограниченном виде в избранных кинотеатрах 10 сентября 2010 года. Позднее, 28 сентября 2010 года, фильм был выпущен на DVD и Blu-ray дисках.
В том же году Сина снялся в детском кино «Фред: кино». Фильм основан на видео из YouTube с участием Lucas Cruikshank. В этом фильме Джон Сина сыграл отца подростка. В сентябре 2010 года фильм дебютировал на канале Nickelodeon.
В 2019 году Сина получил роль Джейкоба Торетто, брата героя Вина Дизеля Доминика Торетто, в фильме Джастина Лина «Форсаж 9». Во время промотура фильма в 2021 году Сина назвал Тайвань «страной». После этого он опубликовал в социальных сетях извинения, поскольку Китай считает Тайвань своей территорией. Билл Мар, комик и политический комментатор, раскритиковал Сину за его извинения перед Китаем.

### Телевидение
Сина участвовал в таких шоу, как «Jimmy Kimmel Live!», «Fuse’s Daily Download», «Best Damn Sports Show Period», а также в «G4’s Training Camp» вместе с Шелтоном Бенджамином. Ещё Сина был приглашённым судьёй на «Nashville Star». Кроме того Сина снялся в одном из молодёжных телесериалов «Тру Джексон» в одной серии, который транслируется на канале «Disney Channel». Также Джон неоднократно появлялся на другом молодёжном телеканале «Nickelodeon», в частности на мероприятии Kids Choice Awards.
В 2024 году почти полностью обнажённый Сина появился на 96-й церемонии вручения премии «Оскар», чтобы вручить награду за лучший дизайн костюмов. Это произошло в память о стрикере, прервавшем церемонию в 1974 году. Выступление Сины получило множество похвальных отзывов.

## Карьера в музыке
Помимо карьеры в рестлинге, Сина занимается сочинением и исполнением песен в стиле рэп и хип-хоп. Выходит на ринг под трек собственного исполнения «My Time Is Now», который также вышел на WWE Originals. Прежде всего он известен своей песней, «Untouchables», вошедшей в WWE ThemeAddict: The Music, Vol. 6. Также он исполнял H-U-S-T-L-E remix совместно с MURS, E-40, и Chingo Bling.
Дебютный альбом «You Can’t See Me» был записан с кузеном Tha Trademarc. Этот альбом включает также композицию, которая звучит при выходе Джона Сины на ринг — «The Time Is Now».
Альбомы
- You Can’t See Me
  - Выпущен: 10 мая 2005 года.
  - Позиции в чартах[226][227]: 15 U.S. Billboard 200, 10 U.S. Top R&B/Hip-Hop Albums, 3 U.S. Rap, 103 UK Albums Chart
  - Синглы: «My Time Is Now», «Bad Bad Man» (совместно с Bumpy Knuckles), «Right Now»

## В популярной культуре
Коронная фраза Сины «Ты не видишь меня» возникла в первые дни его выступлений в WWE. Летом и осенью 2015 года Сина стал объектом интернет-мема «Неожиданный Джон Сина», который стал популярен сначала на американских платформах 4chan, Tumblr, Reddit, YouTube. Суть мема заключалась в использовании музыки Джона Сины как скримера, в самых неожиданных моментах видео. Он также стал объектом многих мемов в связи со своей коронной фразой «Ты не видишь меня», например, что он невидим на фотографиях.

## Фильмография
| Год          |    | Русское название                          | Оригинальное название                       | Роль                        |
| ------------ | -- | ----------------------------------------- | ------------------------------------------- | --------------------------- |
| 2000         | ф  | К бою готовы                              | Ready to Rumble                             | в титрах не указан          |
| 2006         | ф  | Морской пехотинец                         | The Marine                                  | Джон Трайтон                |
| 2009         | ф  | 12 раундов                                | 12 Rounds                                   | Дэнни Фишер                 |
| 2010         | ф  | Легендарный                               | Legendary                                   | Майк Четли                  |
| 2010         | тф | Фред                                      | Fred: The Movie                             | воображаемый отец Фреда     |
| 2011         | ф  | Братство по крови                         | The Reunion                                 | Сэм Клэри                   |
| 2011         | тф | Фред 2: Ночь живых с Фредом               | Fred 2: Night of the Living Fred            | воображаемый отец Фреда     |
| 2012         | тф | Фред в лагере                             | Camp Fred                                   | воображаемый отец Фреда     |
| 2014         | мф | Скуби-Ду! Искусство борьбы                | Scooby-Doo WrestleMania Mystery             | себя                        |
| 2015         | ф  | Девушка без комплексов                    | Trainwreck                                  | Стивен                      |
| 2015         | ф  | Здравствуй, папа, Новый год!              | Daddy's Home                                | Роджер                      |
| 2015         | мф | Флинтстоуны: Борцы каменного века         | The Flintstones & WWE: Stone Age SmackDown! | Джон Синастоун              |
| 2015         | ф  | Сёстры                                    | Sisters                                     | наркодилер                  |
| 2017         | мф | Лови волну 2                              | Surf’s Up: WaveMania                        | Джей Си                     |
| 2017         | ф  | Стена                                     | The Wall                                    | штаб-сержант Шейн Мэтьюс    |
| 2017         | ф  | Здравствуй, папа, Новый год! 2            | Daddy's Home 2                              | Роджер                      |
| 2017         | тф | На колёсах                                | Tour de pharmacy                            | Густав Диттерс              |
| 2017         | мф | Фердинанд                                 | Ferdinand                                   | Фердинанд                   |
| 2018         | ф  | Бамблби                                   | Bumblebee                                   | агент Бёрнс                 |
| 2018         | ф  | Секса не будет!!!                         | Blockers                                    | Митчелл Маннес              |
| 2019         | ф  | Игры с огнём                              | Playing with Fire                           | Джейк Карсон                |
| 2020         | ф  | Удивительное путешествие доктора Дулиттла | The Voyage of Doctor Dolittle               | Йоши                        |
| 2021         | ф  | Форсаж 9                                  | F9                                          | Джейкоб Торетто             |
| 2021         | ф  | Друзья по отпуску                         | Vacation Friends                            | Рон                         |
| 2021         | ф  | Отряд самоубийц: Миссия навылет           | The Suicide Squad                           | Кристофер Смит / Миротворец |
| 2022         | ф  | Большая игра                              | The Independent                             | Нэйт Стерлинг               |
| 2022 — н. в. | с  | Миротворец                                | Peacemaker                                  | Кристофер Смит / Миротворец |
| 2023         | ф  | Форсаж 10                                 | Fast X                                      | Джейкоб Торетто             |
| 2023         | мф | Черепашки-ниндзя: Погром мутантов         | Teenage Mutant Ninja Turtles: Mutant Mayhem | Рокстеди                    |
| 2023         | ф  | Круче некуда                              | Hidden Strike                               | Крис ван Хорн               |
| 2023         | ф  | Телохранитель на фрилансе                 | Freelance                                   | Мейсон Петтис               |
| 2023         | ф  | Барби                                     | Barbie                                      | Кен-русал                   |
| 2023         | ф  | Друзья по отпуску 2                       | Vacation Friends 2                          | Рон                         |
| 2024         | ф  | Аргайл: Супершпион                        | Argylle                                     | Уайатт                      |
| 2024         | ф  | Рики Стэники                              | Ricky Stanicky                              | Род/Рики Стэники            |
| 2024         | ф  | Джекпот                                   | Jackpot!                                    | Ноэль                       |
| 2024         | с  | Медведь                                   | The Bear                                    | Сэмми Фак                   |
| 2025         | ф  | Главы государств                          | Heads of State                              | Уилл Дерринджер             |
| 2025         | ф  | Супермен                                  | Superman                                    | Кристофер Смит / Миротворец |
| 2026         | ф  | Койот против «Акме»                       | Coyote vs. Acme                             | Бадди Крейн                 |
| 2026         | ф  | Matchbox                                  | Matchbox                                    | Джива / Принц Витал         |

## Титулы и достижения
- Ohio Valley Wrestling
  - Чемпион OVW в тяжёлом весе (1 раз)[231]
  - Командный чемпион Юга OVW (1 раз)[232] — с Рико Константино
- Pro Wrestling Illustrated
  - Вражда года (2006) против Эджа[233]
  - Вражда года (2011) против Си Эм Панка
  - Матч года (2007) против Шона Майклза на Raw 23 апреля[234]
  - Матч года (2011) против Си Эм Панка на Money in the Bank (2011)
  - Матч года (2013) против Дэниела Брайана на SummerSlam (2013)
  - Матч года (2014) против Брэя Уайатта на Payback (2014)
  - Самый прогрессирующий рестлер года (2003)[235]
  - Самый популярный рестлер года (2004, 2005, 2007, 2012)[236]
  - Рестлер года (2006, 2007)[237]
  - № 1 в топ 500 рестлеров в рейтинге PWI 500 в 2006, 2007 и 2013 годов[238][239][240]
- Ultimate Pro Wrestling
  - Чемпион в тяжёлом весе UPW (1 раз)[241]
- World Wrestling Entertainment/WWE
  - Чемпион WWE (13 раз)[242]
  - Чемпион Вселенной WWE (1 раз)
  - Чемпион мира в тяжёлом весе (3 раза)[243]
  - Командный чемпион мира (2 раза)[244] — с Шоном Майклзом (1), Батистой (1)
  - Командный чемпион WWE (2 раза) — с Дэвидом Отунгой (1 раз), с Мизом (1 раз)
  - Чемпион Соединённых Штатов WWE (5 раз)[245]
  - Победитель «Королевской битвы» (2008, 2013)
  - Победитель Money In The Bank (2012)
  - Награда Slammy:
    - Суперзвезда года (2009, 2010 и 2012)[246]
    - Холи-шит-приём года (2010) — Джон Сина проводит Батисте Attitude Adjustment
    - Переломный момент года (2011) — вместе со Скалой
    - Оскорбление года (2012) — за оскорбление Дольфа Зигглера и Викки Герреро "You're the exact opposite. One enjoys eating a lot of nuts and the other is still trying to find his."
    - Поцелуй года (2012) — Джон Сина и Эй Джей
    - Матч года (2013) — Джон Сина против Скалы на WrestleMania 29
    - Матч года (2014) — Команда Сины против Команды Руководства на Survivor Series (2014)

  - WWE ставит его матч против Шона Майклза на Raw 23 апреля под № 1 в списке лучших матчей в истории WWE Raw[247]
  - WWE ставит его под № 16 в списке 50 лучших рестлеров за всю историю[248]
  - WWE ставит его матч против Си Эм Панка на Money in the Bank 2011 под № 4 в списке лучших матчей за титул чемпиона WWE за всю историю
- Wrestling Observer Newsletter
  - Рестлер года (2007)
  - Лучшие кассовые сборы (2007)
  - Лучший на интервью (2007)
  - № 6 в списке 15 лучших рестлеров десятилетия (2000-е)[249]
  - Самый харизматичный рестлер (2006—2010)
  - Самый харизматичный рестлер десятилетия (2000-е)[249]
  - Лучший образ (2003)
  - Вражда года (2011) — против Си Эм Панка
  - Матч года (2011) — против Си Эм Панка на Money in the Bank (2011)
  - 5-звёздочный матч (2011) — против Си Эм Панка на Money in the Bank (2011)
  - Худшая вражда года (2012) — против Кейна
  - Худший матч года (2012) — против Джона Лоуринайтиса на Over the Limit (2012)
  - Зал славы WON (2012)
  - Худший матч года (2014) — против Брея Уайатта на Extreme Rules (2014)